# Valle Stura di Demonte
Het Valle Stura di Demonte is een Italiaans bergdal in de regio Piëmont (provincie Turijn). De vallei vormt de scheiding tussen de Cottische Alpen en de Zee-Alpen.
Het hoofddal, dat een lengte van ongeveer 50 kilometer heeft, is uitgesleten door de rivier de Stura di Demonte. Deze ontspringt op de Colle della Maddalena die de grens met Frankrijk vormt en bij Borgo San Dalmazzo de Povlakte instroomt. Het Valle Stura di Demonte heeft vele, meestal onbewoonde zijdalen. Belangrijk is het Vallone di Sant'Anna waardoor de weg naar de Lombardapas voert en waar het veelbezochte sanctuarium Sant'Anna ligt. Dit  ligt op een hoogte van 2010 meter en is daarmee het hoogst gelegen religieuze centrum van Europa.
In de vallei wordt zoals in meerdere Piëmontese bergdalen Occitaans gesproken. De belangrijkste plaats is Demonte, dat ligt aan de ingang van de Vallone dell'Arma, door welke de weg naar de Colle di Valcavera voert. 

## Belangrijkste plaatsen
- Demonte (2039 inw)
- Vinadio (731 inw.)
- Moiola (295 inw.)
- Pietraporzio (115 inw.)

## Hoogste bergtoppen
- Becco Alto d'Ischiator (2996 m)
- Monte Enciastraia (2955 m)
- Testa Malinvern (2939 m)